# 4-Phenoxyphenol
4-Phenoxyphenol ist eine chemische Verbindung aus der Gruppe der Diphenylether. Sie kann durch Reaktion von einem Halogenphenol mit einem Alkaliphenolat dargestellt werden (Ullmannsche Reaktion).

## Verwendung
4-Phenoxyphenol wird als Synthesegrundstoff z. B. für die Herstellung des Insektizids Fenoxycarb.

## Derivate
- Polychlorierte Phenoxyphenole